# Mount Harmsworth
Mount Harmsworth är ett berg i Antarktis. Det ligger i Östantarktis. Nya Zeeland gör anspråk på området. Toppen på Mount Harmsworth är 2 770 meter över havet.
Terrängen runt Mount Harmsworth är bergig åt nordost, men åt sydväst är den kuperad. Trakten är obefolkad. Det finns inga samhällen i närheten.